# كأس كرواتيا 2012–13
كأس كرواتيا 2012–13 (بالكرواتية: Hrvatski nogometni kup 2012./13.)‏ هو الموسم 22 من كأس كرواتيا. أقيم خلال الفترة 28 أغسطس 2012 وحتى 22 مايو 2013، وأشرف على تنظيمه اتحاد كرواتيا لكرة القدم، وكان عدد الأندية المشاركة فيه 44، وفاز فيه هايدوك سبليت.